# 세사르 리자노
세사르 리자노(스페인어: César Lizano, 1982년 3월 7일 ~ )는 코스타리카 남자 장거리 육상 선수이다.
2012년 하계 올림픽에서는 65등으로 마무리했다.

## 개인 최고 기록
- 3000 m 장거리 장애물: 8:52.3 min  산호세, 2001년 7월 9일
- 하프 마라톤: 1:05:51 hrs  펜실베이니아주, 필라델피아, 2013년 11월 5일
- 마라톤: 2:17:50 hrs  일리노이주, 시카고, 2011년 11월 9일

## 주요 대회 성적
| 날짜 | 대회                                        | 장소                  | 결과 | 세부 종목           | 기록     | 기타 |
| ---- | ------------------------------------------- | --------------------- | ---- | ------------------- | -------- | ---- |
| 2002 | 2002년 중앙아메리카 육상 선수권 대회        | 코스타리카 산호세     | 3위  | 3000m 장거리 장애물 | 9.34.05  |      |
| 2003 | 2003년 중앙아메리카 육상 선수권 대회        | 과테말라 과테말라 시  | 2위  | 5000 m              | 16:02.25 |      |
| 2003 | 2003년 중앙아메리카 육상 선수권 대회        | 과테말라 과테말라 시  | 1위  | 3000m 장거리 장애물 | 10:04.87 |      |
| 2004 | 2004년 중앙아메리카 육상 선수권 대회        | 니카라과 마나과       | 3위  | 5000 m              | 15:38.89 |      |
| 2004 | 2004년 중앙아메리카 육상 선수권 대회        | 니카라과 마나과       | 2위  | 10,000 m            | 32:21.10 |      |
| 2005 | 2005년 중앙아메리카 육상 선수권 대회        | 코스타리카 산호세     | 1위  | 3000m 장거리 장애물 | 9:31.22  |      |
| 2009 | 2009년 IAAF 세계 하프 마라톤 선수권 대회    | 영국 버밍엄           | 84위 | 하프 마라톤         | 1:09:08  |      |
| 2011 | 2011년 중앙아메리카 육상 선수권 대회        | 코스타리카 산호세     | 3위  | 10,000 m            | 31:59.07 |      |
| 2011 | 2011년 중앙아메리카 카리브 육상 선수권 대회 | 푸에르토리코 마야궤스 | 4위  | 하프 마라톤         | 1:10:38  |      |
| 2012 | 2012년 중앙아메리카 육상 선수권 대회        | 니카라과 마나과       | 2위  | 10,000 m            | 31:38.1  |      |
| 2012 | 2012년 하계 올림픽                          | 영국 런던             | 65위 | 마라톤              | 2:24:16  |      |
| 2013 | 2013년 중앙아메리카 게임 육상               | 코스타리카 산호세     | 5위  | 10,000 m            | 32:03.57 |      |
| 2014 | 2014년 IAAF 세계 하프 마라톤 선수권 대회    | 덴마크 코펜하겐       | 84위 | 하프 마라톤         | 1:06:07  |      |

## 2012년 하계 올림픽남자 마라톤 성적
|      | 선수      | 세부 종목 | 1차 예선 | 1차 예선 | 2차 예선 | 2차 예선 | 준결선 | 준결선 | 결선    | 결선      |
|      | 선수      | 세부 종목 | 기록     | 순위     | 기록     | 순위     | 기록   | 순위   | 기록    | 최종 순위 |
| 남자 | C. 리자노 | 마라톤    |          |          |          |          |        |        | 2:24:16 | 65        |